# هوتیای گوش‌دار
هوتیای گوش‌دار (نام علمی: Mesocapromys auritus) نام یک گونه از سرده هوتیاهای میانه است.